# Яньес, Фабиола
Фабиола Андреа Яньес (исп. Fabiola Andrea Yáñez; род. 14 июля 1981, Вилья-Рехина, Рио-Негро) — аргентинская журналистка, актриса и общественный деятель, первая леди (2019—2023) в годы президентства Альберто Фернандеса.

## Биография
Родилась 14 июля 1981 года в городе Вилья-Рехина, провинция Рио-Негро, Аргентина, в семье чилийского происхождения. 
Окончила среднюю школу в городе Посадас, после чего поступила на факультет журналистики столичного университета Палермо. Во время обучения на факультете она подготовила дипломную диссертацию на тему политического напряжения между президентом Нестором Киршнером и газетой Clarín в середине 2000-х годов. Именно во время работы над диссертацией она познакомилась с тогдашним главой администрации Киршнера Альберто Фернандесом.
Свою телевизионную карьеру Яньес начала в Росарио в возрасте 17 лет, став ведущей детских передач на местном телевидении. После окончания университета Яньес работала в ряде национальных и международных новостных агентств.
После избрания Альберто Фернандеса президентом Аргентины Яньес заявила, что хотела бы использовать своё положение для социальной работы в отношении аргентинских детей и семей. Она приняла титул «первой леди», несмотря на жёсткую критику со стороны феминистских активистов и интеллектуалов, поддерживающих правительство.
С января по февраль 2020 года Яньес сопровождала Фернандеса в его первой поездке в качестве президента Аргентины в Иерусалиме, а затем посетила Берлин и Париж, где встретилась с представителями ЮНЕСКО для консультации по вопросам развития социальных программ в области образования и защиты детства.
В апреле 2020 года Яньес выступила в роли организатора телешоу «Unidos por Argentina», направленного на сбор средств для аргентинского Красного Креста в качестве помощи в борьбе с пандемией COVID-19, собрав за семь часов свыше 500 000 долларов США.
23 апреля 2020 года Яньес выдвинула обвинения против новостного агентства Ла-Платы за клевету и дискриминацию по половому признаку.

## Личная жизнь
С 2014 по 2024 год Яньес состояла в отношениях с Альберто Фернандесом. В годы президентства Фернандеса пара проживала в резиденции Кинта де Оливос вместе с четырьмя собаками породы колли.
23 сентября 2021 года было объявлено, что пара ждёт первенца. 11 апреля 2022 года у Яньес и Фернандеса родился сын Франсиско. По состоянию на август 2024 года Яньес с сыном проживают в Испании.
В августе 2024 года Яньес обвинила Фернандеса в домашнем насилии и домогательствах во время его президентства, однако, Фернандес отверг эти обвинения. 14 августа Фернандесу было предъявлено официальное обвинение в домашнем насилии в отношении Яньес с запретом на выезд из страны.